# Fingask Loch
Fingask Loch är en sjö i Storbritannien.   Den ligger i kommunen Perth and Kinross och riksdelen Skottland, i den norra delen av landet, 600 km norr om huvudstaden London. Fingask Loch ligger 44 meter över havet.  Trakten runt Fingask Loch består till största delen av jordbruksmark.